# الصنعة (موسيقى)

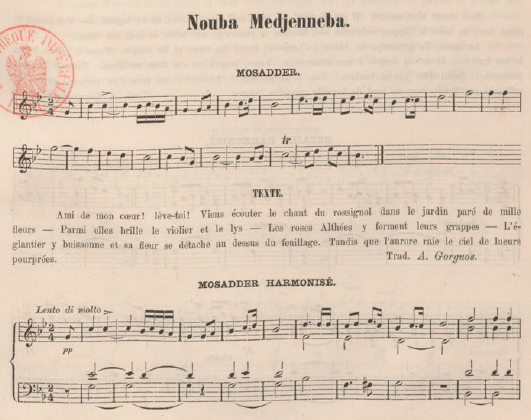

الصنعة هو نوع من أنواع الموسيقى الجزائرية، يعود تاريخه إلى عودة الأندلسيين وحملهم لموسيقاهم الشعبية التي تعود للقرن العاشر الميلادي، نتيجة سقوط غرناطة، إلى بلاد المغرب العربي، وهناك تداخلت الموسيقى الشعبية الجزائرية مع الموسيقى الأندلسية، وكونت هذا الفن، والنوع من الموسيقى.

## التاريخ
يعود تاريخ هذه الموسيقى ووصولها إلى حمل الأندلسيون لموسيقاهم الشعبية التي تعود للقرن العاشر الميلادي، معهم خلال هجرتهم إلى المغرب العربي، إثر سقوط غرناطة عام 1492 هرباً من محاكم التفتيش الإسبانية، واستقبلها الجزائريين بحفاوة، ولكنهم غيروا نصوصها الأدبية وبعض أوزان الإيقاع والمقامات الموسيقية، وطوروها بإضافة ألحان وأشعار محلية. واصبحت مزيجاً بين الأثنين. وأصبح لهذا الفن الكلاسيكي العريق مكانة كبيرة في الجزائر، وبات يمتلك جمهوراً وقاعدة شعبية كبيرة في مختلف مدن وقرى الجزائر، ولذلك لقدرته الكبيرة على تربية النفس وتهذيبها والارتقاء بالأذواق وتنمية الموابه وصقلها.
يذكر بأن هذا الطابع الفني، ظهر لأول مرة في الأندلس، في القرن العاشر الميلادي، على شكل نصوص أدبية مُغناة، ترعرت واشتهرت هناك باسم الموشحات. ونتج هذا الفن عن التزواج بين موسيقى المسيحيين، أي الغناء الشعبي الإسباني الذي كان موجوداً قبل دخول المسلمين إلى شبه الجزيرة الأيبيرية، والغناء والشعر العربي الذي قدم من المشرق عندما حل المسلمون ببلاد الأندلس لتكون الموشحات بذلك أحد أبرز الجسور الثقافية بين الشرق والغرب.

## المدارس
لهذا الفن مدارس متنوعة، إلا أنه في الأغلب انبثق من إحدى المدرسيتين العريقتين، «الغرناطي» الشهيرة بمنطقة تلمسان، والمالوف الشهير بمدينة قسنطينة، التي انبثقت منها مدرسة ثالثة لاحقاً وهي «موسيقى الصنعة».
تعد تلمسان، أول ولاية جزائرية احتضنت الفن الأندلسي وحافظت على هذا الموروث إلى الآن، وتعد المدينة عاصمة الموسيقى الأندلسية الجزائرية، ولقبت بـ «غرناطة أفريقيا»، والفن الغرناطي يعتمد على مجموعة مصطلحات تشترك فيها أنماط الموسيقى الأندلسية المغاربية، ويعتبر فن المطروز والحوزي أحد أنواعه.
ولدى مدرسة الغرناطي 12 مقاماً، ويسمى المقام بالنوبة والنوبة هي مقام يجمع مزيجاً بين الموسيقى العربية والأندليسة كاملةً، بما تتضمن من المراحل الإيقاعية كلها، و4 نوبات ناقصة، كما كانت هناك نوبات أخرى تستعمل إيقاعات خاصة تسمى انقلابات، يتصدر في هذه المدرسة صوت العود العربي مع الكمان بالإضافة للطبل، والناي، والقانون، ويبلغ عدد عازفيها أكثر من 30 موسيقياً.
أما قسنطينة حيث تطورت فيها مدرسة المالوف، التي تُنسب إلى مدرسة إشبيلية، فقد ظهر فيها الفن المتغني بالطبيعة والحب، الذي جمع 24 من المقامات المغاربية العربية الأصيلة، لكن لم يصل منها إلى عصرنا سوى 12 نوبة فقط، ويستعمل بهذا الفن الغيطة (آلة نفخية)، وآلات رقية من جلود الحيوانات، وتضم من الآلات الوترية:العود والكمنجة والقانون والقرنيطة والناي.
وهناك مدرسة أخرى تطورت من هذا الفن التراثي، وارتبطت بقدوم رمضان، مثل مدرسة الحوزي، التي قدمت أغاني حاضرة باستمرار في السهرات الرمضانية، مثل أغنية «أنا طويري» (تصغير الطير)، وهذه المدرسة ركز شعراؤها ومطربوها على مر الزمان على الغناء لجراح وخيبات الحياة، والتوبة إلى الخالق.

## الطبوع والميازين

### الطبوع
- استخبار عراق محصور
- استخبار عراق مطلوق
- استخبار جاركة
- استخبار مزموم
- استخبار موال
- استخبار رمل الماية
- استخبار ساهلي
- استخبار صيكة
- استخبار زيدان

### الميازين
- ميزان قصيد
- ميزان باشراف
- ميزان درج
- ميزان انصراف
- ميزان مخلص
- ميزان سفيان
- ميزان انقلاب
- ميزان قصيد
- ميزان بروالي
- ميزان باشراف

## أشهر المغنيين
اشتهر العديد من الشيوخ ومن بينهم الشيخ محمد الطاهر الفرقاني، وحمدي بناني، وقدور درسوني. وعبد الغني فريحة، وعبد القادر بن دعماش، ووفيصل بن كريزي. وعبد الكريم دالي وفريد خوجة.
وفضيلة الدزيرية، ومحيي الدين بشطارزي، وبهيجة رحال، وراينات الوهرانية.

## مهرجانات
لأهمية هذا النوع من الموسيقى، أسست وزارة الثقافة الجزائرية سنة 2006، المهرجان الثقافي الوطني للموسيقى الأندلسية «الصنع» وبدأ هذا المهرجان نشاطه الفعلي سنة 2007، وتتمثل مهمته في ترقية هذا الطابع من الموسيقى الأندلسية، من خلال إبراز أسماء الشيوخ الذين صنعوا هذا الفن، وعملوا على استمراريته ونقله للأجيال.
في 23 كانون الأول/ديسمبر، 2017، أحيت العديد من الفرق الموسيقية الجزائرية وأخرى قدمت من فرنسا، واليابان، وتونس، حفلاً فنياً في إطار المهرجان الدولي الثاني عشر للموسيقى الأندلسية والموسيقى العتيقة.
وشهد مهرجان عام 2018، مشاركة قياسية، وبلغ عدد الدول المشاركة 15 دولة، من بينها ثلاث دول تشارك للمرة الأولى، وهي السويد، والمجر، والسنغال، إضافة إلى مشاركة دول عربية وهي الجزائر، وتونس، والمغرب، ومصر، ولبنان، مع حضور كبير لدول أوروبية وآسيوية ومن أمريكا اللاتينية؛ وهي إسبانيا والبرتغال، واليونان، والأرجنتين، وأفغانستان، وتركيا، وإيران.
وفي عام 2012، حضر المهرجان صنعة الجزائري، لأول مرة في تونس، في مدينة المنستير.

## وصلات خارجية
- صنعة تلمسان من الموسيقى الجزائرية التقليدية